# Atelopus nanay
Atelopus nanay is een kikker uit de familie padden (Bufonidae) en het geslacht klompvoetkikkers (Atelopus). De soort komt endemisch voor in Ecuador. De soort werd voor het eerst wetenschappelijk beschreven door Luis Aurelio Coloma in 2002.

## Verspreidingsgebied
Atelopus nanay komt alleen voor in Ecuador. Deze klompvoetkikker leeft in de páramo op hoogtes van 3.600 tot 4.100 meter boven zeeniveau. De soort komt in een relatief klein gebied voor en is hierdoor kwetsbaar. Door de internationale natuurbeschermingsorganisatie IUCN wordt Atelopus nanay beschouwd als "kritiek". De schimmelziekte chytridiomycose is waarschijnlijk de voornaamste reden van de achteruitgang van Atelopus nanay.
Atelopus nanay werd aanvankelijk in 1989 voor het eerst en tevens voor laatst in het wild waargenomen. Toen de onderzoekers voorafgaand aan de officiële beschrijving voor de tweede keer naar het gebied gingen waar Atelopus nanay was ontdekt, werd de soort niet langer gezien. De soortnaam verwijst hierna: "nanay" betekent bedroefdheid of pijn in de Quichua-taal, die gesproken wordt in het hooggebergte van de Andes in Ecuador. In 2002 werd Atelopus nanay officieel als "uitgestorven" geduid.
Inmiddels zijn enkele kleine populaties herontdekt van Atelopus nanay. De eerste restpopulatie werd ontdekt net buiten het Nationaal park Cajas. Later werden drie nieuwe populaties gevonden, waaronder twee binnen de grenzen van Nationaal park Cajas. In 2011 werd de soort weer waargenomen in de omgeving van Patul in de provincie Azuay. In 2013 werden opnieuw twee kleine populaties gevonden. Bioparque Amaru heeft vervolgens een fokprogramma in de dierentuin opgezet voor Atelopus nanay.

## Uiterlijke kenmerken
Atelopus nanay heeft een geheel zwarte bovenzijde en een wrattige huid. De buikzijde en keel zijn lichter tot groen van kleur. Vrouwtjes bereiken een lichaamslengte tot zes centimeter, de mannetjes blijven kleiner en worden tot vier centimeter lang.

## Leefwijze
Atelopus nanay is dagactief en het is een op de grond levend dier. Atelopus nanay schuilt onder rotsen en boomstronken. Kleine insecten zoals krekels en fruitvliegen worden gegeten door Atelopus nanay.